# Asperdaphne expeditionis
Asperdaphne expeditionis là một loài ốc biển, là động vật thân mềm chân bụng sống ở biển trong họ Conidae.